# Прохор Гревенски
Прохор (на гръцки: Πρόχορος) е православен духовник, митрополит на Охридската архиепископия.

## Биография
Прохор става гревенски митрополит на Охридската архиепископия в 1743 година. Заема катедрата до 1749 година. С тази хронология е споменат от Антим Алексудис и от по-късните изследователи на историята на Гревенската епархия.